# Monte Carmelo do Rio Novo
Monte Carmelo do Rio Novo é um distrito do município de Alto Rio Novo, no Espírito Santo . O distrito possui  cerca de 1 000 habitantes e está situado na região sul do município .